# Monanchon monanchonus
Monanchon monanchonus är en insektsart som beskrevs av Boulard 1977. Monanchon monanchonus ingår i släktet Monanchon och familjen hornstritar. Inga underarter finns listade i Catalogue of Life.